# Les Petits Voleurs de chevaux
Pour plus de détails, voir Fiche technique et Distribution.
Les Petits Voleurs de chevaux (titre américain : The Littlest Horse Thieves ; titre anglais : Escape From the Dark) est un film anglo-américain de Charles Jarrott, sorti en 1976.

## Synopsis
En 1909, la révolution industrielle fait rage en Angleterre et la mécanisation des industries est de plus en plus banale. Dans une petite ville minière du Yorkshire, lorsque le directeur de la compagnie décide de remplacer les chevaux de mine par des machines pour accélérer le rendement, les habitants ne voient pas d’objection au changement. Mais quand ce même directeur décide de se débarrasser des chevaux en les faisant abattre, trois enfants de la ville vont s’indigner et tout faire pour les mettre à l’abri.

## Fiche technique
- Titre américain : The Littlest Horse Thieves
- Titre anglais : Escape From the Dark
- Titre français : Les Petits Voleurs de chevaux
- Réalisation : Charles Jarrott assisté de Allan James
- Scénario : Rosemary Anne Sisson d'après une histoire de Burt Kennedy et de Rosemary Anne Sisson
- Continuité : Georgina Hamilton
- Direction artistique : Robert Liang
- Montage : Richard Marden (film), Rusty Copppleman (son)
- Enregistrement sonore : Claude Hitchcock, Ken Barker
- Décors : Hugh Scaife
- Costumes : John Furniss
- Photographie : Paul Beeson
- Musique : Ron Goodwin, Ron Goodwin (orchestration)
- Costumes : John Furniss
- Maquillage : Roy Ashton, Harry Frampton
- Coiffure : Bobbie Smith, Joyce James
- Décors : Hugh Scaiffe, Leon Davies (responsable construction), Bryn Siddall (achat de propriété)
- Casting : Maude Spector
- Dressage des poneys : James Prine
- Conseiller technique : W. J. Charlton (mine)
- Producteur : Ron Miller, Hugh Attwooll (associé), Robin Douet (responsable de production), Jack Wright (responsable des lieux)
- Société de production : Walt Disney Productions
- Société de distribution : Buena Vista Distribution Company
- Pays d’origine :  Royaume-Uni,  États-Unis
- Langue originale : anglais
- Format : couleurs (Technicolor) - 35 mm - 1,75:1 - Son : Mono
- Genre : Comédie dramatique
- Durée : 104 minutes
- Dates de sortie :
  -  Royaume-Uni : 26 mai 1976
  -  États-Unis : 11 mars 1977

Sauf mention contraire, les informations proviennent des sources concordantes suivantes : Leonard Maltin, Mark Arnold et IMDb

## Distribution
- Alastair Sim : Lord Harrogate
- Peter Barkworth : Richard Sandman
- Maurice Colbourne : Luke Armstrong
- Susan Tebbs : Violet Armstrong
- Andrew Harrison : Dave Sadler
- Chloe Franks : Alice Sandman
- Benjie Bolgar : Tommy Sadler
- Prunella Scales : Mrs. Sandman
- Leslie Sands : contremaître Sam Carter
- Joe Gladwin : Bert
- Jeremy Bulloch : Ginger
- Geraldine McEwan : Miss Coutt
- Derek Newark, Duncan Lamont, Ian Hogg, Richard Warner, Tom Laughlin, Don Anderson, Tommy Wright, John Hartley, Ken Kitson, Peter Geddis, Roy Evans, Gorden Kaye, James Marcus, Donald Bisset, Gordon Christie, Walter Hill

Sauf mention contraire, les informations proviennent des sources concordantes suivantes : Leonard Maltin, Mark Arnold, Dave Smith et IMDb

## Sorties cinéma
Sauf mention contraire, les informations proviennent des sources suivantes : Dave Smith, IMDb
- Royaume-Uni : 26 mai 1976
- États-Unis : 11 mars 1977
- Uruguay : 17 décembre 1981 (Montevideo)

## Production et Accueil
Ce film est une production britannique de Walt Disney Productions Ltd et à ce titre plusieurs personnes ayant travaillé sur Objectif Lotus (1975) participent à ce film. Le titre du film durant la production était Pit Ponies.
Le film a été tourné aux Pinewood Studios à Londres, dans le Yorkshire , dans le village de Langthwaite (en), au Château de Ripley, à la Oakworth railway station (en) et à Thorpe Hesley. La mine souterraine et les étables ont été reconstituées aux Pinewood Studios. La musique a été enregistrée sous la conduite de Ron Goodwin par le Grimethorpe Colliery Band aux Anvil Studios,. L'actrice Prunella Scales participe à ce film entre deux saisons de la série L'Hôtel en folie dans laquelle est joue le rôle de Sybil Fawlty. L'acteur Alastair Sim participe à son dernier film, décédant en août 1976 d'un cancer du poumon. Alastair Sim est connu aux États-Unis pour son rôle d'Ebenezer Scrooge dans Scrooge (1951). C'est aussi le dernier film de Duncan Lamont, mourant d'une crise cardiaque le 18 décembre 1978. Jeremy Bulloch est devenu célèbre par la suite pour son rôle de Boba Fett.
Le film sort au Royaume-Uni le 26 mai 1976 sous le titre Escape From the Dark, titre proche d'un film d'horreur,. Il sort aux États-Unis neuf mois plus tard le 11 mars 1977 avec le titre The Littlest Horse Thieves,. Lors de sa sortie américaine, le film est accompagné par le film Les Aventures de Winnie l'ourson en complément de programme. Le film sort en vidéo en 1986.
Pour Mark Arnold, le film est bien fait et très rythmé mais malheureusement pas le type de film que les spectateurs voulaient voir en 1977. Il faut se rappeler que les principaux films de l'année 1977 sont La Guerre des étoiles, Un pont trop loin, Rencontres du troisième type et La Fièvre du samedi soir. Arnold explique que de nos jours, ce film aurait été parfait pour un studio indépendant alors qu'à l'époque personne ne savait quoi faire d'un petit film doux a propos de poney de mine dans le Yorkshire en 1909.